# Богородское (Гороховецкий район)
Богородское — деревня в Гороховецком районе Владимирской области России, входит в состав Куприяновского сельского поселения.

## География
Деревня расположена близ берега реки Клязьма в 19 км на северо-запад от центра поселения деревни Выезд и в 15 км на запад от Гороховца.

## История
В XIX — первой четверти XX века деревня входила в состав Красносельской волости Гороховецкого уезда, с 1926 года — в составе Гороховецкой волости Вязниковского уезда. В 1859 году в деревне числилось 21 дворов, в 1905 году — 23 двора, в 1926 году — 23 двора.
С 1929 года деревня входила в состав Хобалевского сельсовета Гороховецкого района, с 1940 года — в составе Литовского сельсовета, с 1954 года — в составе Ново-Владимирского сельсовета, с 1977 года — в составе Арефинского сельсовета, с 2005 года в составе Куприяновского сельского поселения.

## Население
| 1859 | 1905 | 1926 | 2002 | 2010 | 2021 |
| ---- | ---- | ---- | ---- | ---- | ---- |
| 133  | ↘125 | ↘111 | ↘5   | ↘4   | ↘0   |